# Calvin Harrison
Calvin Harrison (Orlando (Florida), 20 januari 1974) is een Amerikaanse sprinter, die zijn grootste successen behaalde op de 4 x 400 m estafette. Hij werd olympisch kampioen op deze discipline, maar zijn medaille werd later ontnomen wegens doping. Hij is de tweelingbroer van Alvin Harrison.
Zijn talent liet hij reeds zien tijdens zijn schooltijd op de High School. Hij liep de 400 m in 45,07 en won de 400 m bij de Amerikaanse jeugdkampioenschappen in 1993. Later dat jaar behaalde hij een gouden medaille op dezelfde discipline bij de Pan-Amerikaanse jeugdkampioenschappen. Met een tijd van 45,79 versloeg hij zijn landgenoot Ben Beyers (zilver) en de Canadees Christopher Davis (brons). In 1996 kwalificeerde hij zich niet voor de Olympische Spelen van Atlanta met een zesde plaats bij de Amerikaanse Trials.
Op de Olympische Spelen van 2000 in Sydney schreef hij atletiekgeschiedenis door met zijn broer als eerste tweeling ooit een olympisch gouden medaille te veroveren. Op de 4 x 400 m estafette liep hij de derde 400 m en zijn broer Alvin de eerste. Dat jaar bracht hij ook een boek uit getiteld Go to Your Destiny. In 2003 stond hij in de finale van de wereldkampioenschappen atletiek 2003 in Parijs op zowel de 400 m als de 4 x 400 m estafette. Op de 400 m werd hij zesde en bij het estafettelopen werd hij als startloper met zijn teamgenoten Tyree Washington, Derrick Brew en Jerome Young gediskwalificeerd.
In 2008 werd zijn olympisch medaille ontnomen, nadat zijn ploeggenoot Antonio Pettigrew had toegegeven verboden middelen gebruikt te hebben. Zelf was hij ook al eens betrapt gebruik van doping (modafinil) bij de Amerikaanse kampioenschappen 2003. Hiervoor werd hij van 26 juli 2004 tot en met 25 juli 2006 geschorst waardoor hij niet kon deelnemen aan de Olympische Spelen van 2004.

## Titels
- Amerikaans jeugdkampioen 400 m - 1993

## Persoonlijke records
Outdoor
| Onderdeel | Prestatie | Datum            | Plaats   |
| --------- | --------- | ---------------- | -------- |
| 200 m     | 20,96 s   | 21 april 2002    | Walnut   |
| 400 m     | 44,64 s   | 8 september 2000 | Brisbane |

Indoor
| Onderdeel | Prestatie | Datum            | Plaats  |
| --------- | --------- | ---------------- | ------- |
| 400 m     | 45,18 s   | 28 februari 1998 | Atlanta |

## Palmares

### 400 m
- 1993:  Pan-Amerikaanse jeugdkampioenschappen - 45,79 s
- 2003: 6e WK - 44,96 s

### 4 x 400 m estafette
- 2000: DSQ OS van Sydney (voorheen 2.56,35)
- 2003: DSQ WK